# Suvereto
Suvereto es una localidad italiana de la provincia de Livorno, región de Toscana, con 3.104 habitantes.

Ubicación de la ciudad de Suvereto dentro de la provincia de Livorno.

## Evolución demográfica
| Gráfica de evolución demográfica de Suvereto entre 1861 y 2001 |
|                                                                |
| Fuente ISTAT - Elaboración gráfica por parte de Wikipedia      |